# Wjatscheslaw Gennadjewitsch Buzajew
Wjatscheslaw Gennadjewitsch Buzajew (russisch Вячеслав Геннадьевич Буцаев; * 13. Juni 1970 in Toljatti, Russische SFSR) ist ein ehemaliger russischer Eishockeyspieler, der seit seinem Karriereende als Eishockeytrainer arbeitet. Sein Bruder Juri ist ebenfalls ein professioneller Eishockeyspieler. Zuletzt war er zwischen Dezember 2018 und April 2021 Cheftrainer von Neftechimik Nischnekamsk.

## Karriere
Zur Saison 1986/87 begann der Stürmer seine Karriere bei Torpedo Toljatti. Bereits 1989/90 wechselte er dann zu HK ZSKA Moskau.  Nachdem er beim NHL Entry Draft 1990 von den Philadelphia Flyers in der sechsten Runde an 109. Stelle ausgewählt worden war, wagte er 1992/93 den Sprung nach Nordamerika. Insgesamt erzielte er 43 Tore in 135 Spielen in der sowjetischen Liga. Schon früh wurde er in das Team der sowjetischen Eishockeynationalmannschaft berufen. Am 13. Mai 1990 stand er in einem Spiel gegen Japan zum ersten Mal für die Sbornaja auf dem Eis. Am 10. November 1991 bestritt er sein letztes Länderspiel für die UdSSR. Er war weiterhin Mitglied der russischen Eishockeynationalmannschaft. Seine internationale Karriere wurde mit der Goldmedaille bei den Olympischen Winterspielen 1992 gekrönt. 1992 wurde er in die „Russische Hockey Hall of Fame“ aufgenommen.
Während seiner Zeit in der National Hockey League spielte er für die Philadelphia Flyers, San Jose Sharks, Mighty Ducks of Anaheim, Florida Panthers, Tampa Bay Lightning und Ottawa Senators. In 132 Spielen erzielte er 17 Tore und 26 Assists.
2001 kehrte er nach Russland zurück und spielte bei zuerst bei Lokomotive Jaroslawl. Die Saison 2004/05 verbrachte er bei Sewerstal Tscherepowez und HK ZSKA Moskau. Die Spielzeit 2005/06 verbrachte er bei HK MWD Moskowskaja Oblast. Zuletzt stand er in der Saison 2006/07 beim HK Dmitrow in der Wysschaja Liga, der zweithöchsten russischen Spielklasse, unter Vertrag.
Zur Saison 2010/11 wurde Buzajew Cheftrainer des MHL-Teams Kransaja Armija, ehe er im Dezember 2011 Assistenztrainer beim HK ZSKA Moskau wurde.  Im Februar 2012 wurde Buzajew zum amtierenden Cheftrainer befördert, nachdem zuvor Július Šupler entlassen worden war. In der Saison 2012/13 agierte Buzajew zunächst als Co-Trainer von Waleri Bragin, ehe dieser im Dezember 2012 entlassen wurde und erneut Buzajew zum Interimstrainer ernannt wurde.
In der Saison 2013/14 war er erneut Assistenztrainer beim ZSKA, ehe er zur Saison 2014/15 zum Cheftrainer des neu gegründeten HK Sotschi ernannt wurde. Parallel dazu agierte er auch als Manager des Klubs, ehe er am Ende der Saison 2016/17 keine Vertragsverlängerung erhielt.
Zwischen Dezember 2018 und April 2021 war er Cheftrainer von Neftechimik Nischnekamsk.

## Erfolge und Auszeichnungen
- 1997 Schwedischer Meister mit Färjestad BK
- 1998 IHL Second All-Star Team
- 2002 Russischer Meister mit Lokomotive Jaroslawl
- 2003 Russischer Meister mit Lokomotive Jaroslawl

### International
- 1992 Goldmedaille bei den Olympischen Winterspielen
- 1993 Goldmedaille bei der Weltmeisterschaft